# Cultivatietheorie
In de cultivatietheorie houdt de hypothese in dat, hoe meer tijd mensen besteden aan tv-kijken of 'leven' in de tv-wereld, hoe groter de kans is dat ze de sociale werkelijkheid zoals die wordt verbeeld op de televisie gaan geloven. Volgens de cultivatietheorie wordt onze perceptie en interpretatie van de wereld beïnvloed door de beelden en ideologieën die via populaire televisieprogramma's worden verspreid.
De cultivatietheorie is een positivistische theorie. Dit houdt in dat het uitgaat van het bestaan van een objectieve realiteit en waardeneutraal onderzoek. In de theorie wordt het langetermijneffect van televisiekijken onderzocht. Uit een onderzoek uitgevoerd door Jennings Bryant en Dorina Miron in 2004, waarbij bijna 2000 artikelen werden onderzocht uit de drie bekendste tijdschriften over massacommunicatie vanaf 1956, bleek dat de cultivatietheorie de op twee na meest gebruikte theorie was.